# Euphyia signata
Euphyia signata är en fjärilsart som beskrevs av Butler 1882. Euphyia signata ingår i släktet Euphyia och familjen mätare. Inga underarter finns listade i Catalogue of Life.